# Budapest XVIII. kerülete
Budapest XVIII. kerülete 1950. január 1-jén alakult Pestszentlőrinc (németül: Sankt Lorenz) és Pestszentimre (németül: Sankt Emmerick) városrészeknek a fővároshoz történő csatolásával. A kerület állandó lakosainak száma 95 257 fő (2001), népsűrűsége 2467,2 fő/km² (2001), a két kerületrész közti lakosság aránya: Pestszentlőrinc 79%, Pestszentimre 21%. A kerület főleg lakófunkciójú peremkerület, nagyrészt laza családiházas beépítéssel, több sűrűn beépített lakóteleppel és néhány ipari létesítménnyel. A kerület területén található a Liszt Ferenc repülőtér, a főváros nemzetközi repülőtere, valamint az Országos Meteorológiai Szolgálat Központi Előrejelzője és a Központi Légkörfizikai Intézet is. A XVIII. kerület legnagyobb kiterjedése észak–déli és kelet–nyugati irányban egyaránt 8-8 kilométer, területe 38,61 km².

## Története
A kerület 1950-ben jött létre a Budapesthez csatolt Pestszentimre és Pestszentlőrinc összevonásával.

## Politika

### Polgármesterek a rendszerváltás (1990) óta
| Ciklus    | Név              | Jelölő szervezet(ek)              | Megjegyzés |
| --------- | ---------------- | --------------------------------- | ---------- |
| 1990–1994 | Dr. Molich Endre | MDF–SZDSZ                         |            |
| 1994–1998 | Mester László    | MSZP                              |            |
| 1998–2002 | Mester László    | MSZP                              |            |
| 2002–2006 | Mester László    | MSZP                              |            |
| 2006–2010 | Mester László    | MSZP                              |            |
| 2010–2014 | Ughy Attila      | Fidesz-KDNP                       |            |
| 2014–2019 | Ughy Attila      | Fidesz-KDNP                       |            |
| 2019–2024 | Szaniszló Sándor | Momentum–DK-MSZP–Párbeszéd-LMP    |            |
| 2024–     | Szaniszló Sándor | DK-Jobbik-Momentum-MSZP-Párbeszéd |            |

### A 2024-es önkormányzati választás eredménye
- A polgármester-választás eredménye[15]

| Jelölt neve        | Jelölő szervezet(ek) | Jelölő szervezet(ek)                              | Szavazatok száma | Szavazatok aránya |
| ------------------ | -------------------- | ------------------------------------------------- | ---------------- | ----------------- |
| Szaniszló Sándor   |                      | DK – Jobbik – Momentum – MSZP – Párbeszéd- ZÖLDEK | 25 061           | 51,53%            |
| Ughy Attila        |                      | Fidesz – KDNP                                     | 15 409           | 31,68%            |
| Balogh Balázs      |                      | TISZA                                             | 4300             | 8,84%             |
| Kaldenecker György |                      | Mi Hazánk                                         | 1775             | 3,65%             |
| Banga Zoltán       |                      | LMP – Zöldek                                      | 1411             | 2,90%             |
| Tabi Tünde         |                      | MEMO                                              | 324              | 0,67%             |
| Baranyi Gábor      |                      | Munkáspárt                                        | 201              | 0,41%             |
| Ruttensdorfer Béla |                      | Nép Pártján                                       | 156              | 0,32%             |
| Összesen           |                      |                                                   | 48 637           | 100%              |

- A képviselőtestület-választás eredménye[16]

| Párt | Párt                                              | Mandátumok | Képviselő-testület | Képviselő-testület | Képviselő-testület | Képviselő-testület | Képviselő-testület | Képviselő-testület | Képviselő-testület | Képviselő-testület | Képviselő-testület | Képviselő-testület | Képviselő-testület | Képviselő-testület | Képviselő-testület | Képviselő-testület | Képviselő-testület |
| ---- | ------------------------------------------------- | ---------- | ------------------ | ------------------ | ------------------ | ------------------ | ------------------ | ------------------ | ------------------ | ------------------ | ------------------ | ------------------ | ------------------ | ------------------ | ------------------ | ------------------ | ------------------ |
|      | DK – Jobbik – Momentum – MSZP – Párbeszéd- ZÖLDEK | 14         | P                  |                    |                    |                    |                    |                    |                    |                    |                    |                    |                    |                    |                    |                    |                    |
|      | Fidesz – KDNP                                     | 5          |                    |                    |                    |                    |                    |                    |                    |                    |                    |                    |                    |                    |                    |                    |                    |
|      | LMP – Zöldek                                      | 1          |                    |                    |                    |                    |                    |                    |                    |                    |                    |                    |                    |                    |                    |                    |                    |
|      | Mi Hazánk                                         | 1          |                    |                    |                    |                    |                    |                    |                    |                    |                    |                    |                    |                    |                    |                    |                    |

### Országgyűlési képviselők
A régi választójogi törvény, az 1989. évi XXXIV. törvény hatálya alatt a kerület két választókerülethez tartozott, a Budapest 26. és 27. számú választókerületekhez.
Régi Budapest 26. számú választókerület
- Dénes János (MDF) (1990–1994)
- Katona Béla (MSZP) (1994–2006)
- Simon Gábor (MSZP) (2006–2010)
- Kucsák László (Fidesz) (2010–2014)

Régi Budapest 27. számú választókerület
- Szeleczky Zoltán (MDF) (1990–1994)
- Szili Sándor (MSZP) (1994–2002)
- Mester László (MSZP) (2002–2010)
- Ughy Attila (Fidesz) (2010–2014)

Jelenleg a 2011. évi CCIII. törvény értelmében egy választókerületet alkot, Budapesti 15. sz. országgyűlési egyéni választókerület néven.
- Kucsák László (Fidesz) (2014–2018)
- Kunhalmi Ágnes (MSZP) (2018–)

## Népesség
A XVIII. kerület lakónépessége 2022. október 1-jén 99 400 fő volt, ami Budapest össznépességének 5,9%-át tette ki. A 2011-es népszámlálás óta 901 fővel nőtt a kerület lakosság száma. Ebben az évben az egy km²-re jutó lakók száma, átlagosan 2575 ember volt. A XVIII. kerület népesség korösszetétele igen kedvezőtlen. 2022-ben a kerület lakónépességének a 14%-a 14 évnél fiatalabb, míg a 65 éven felülieké 21% volt. 2021-ben a férfiaknál 73, a nőknél 78,3 év volt a születéskor várható átlagos élettartam. A legmagasabb befejezett iskolai végzettség szerint az érettségi végzettséggel rendelkezők élnek a legtöbben a kerületben 34 208 fő, utánuk következő nagy csoport a diplomával rendelkezők 23 821 fővel. 2022-ben a 6 évnél idősebb népesség 88,2%-nál volt internet elérési lehetősége. A népszámlálás adatai alapján a kerület lakónépességének 10,8%-a, mintegy 10 743 személy vallotta magát valamely kisebbséghez tartozónak. A kisebbségek közül német, cigány és kínai nemzetiségűnek vallották magukat a legtöbben.
1900-ig gyakorlatilag alig lakta valaki a kerület területét. A területre tömegesen az új lakók az 1890-es évekbe kezdtek jobban beáramlani. A XVIII. kerület lakosságszáma egyenletesen növekedett, egészen 1920-ig. Az 1920-as évektől ugrásszerűen nőtt a lakosság száma 1970-es évekig. A folyamatos népességnövekedés csak a második világháború akasztotta meg. A háború következtében a kerület a lakosságának a 0,8%-át veszítette el. A 70-es évektől a lakosság száma gyakorlatilag stagnál, egy nagyon lassú növekedés figyelhető meg, ami a mai napig tart. A legtöbben 2022-ben éltek a kerületben 99 400 fő.
A 2022-es népszámlálási adatok szerint a magukat vallási közösséghez tartozónak valló XVIII. kerületiek túlnyomó többsége római katolikusnak tartja magát. Emellett jelentős egyház a kerületben, még a református.

## Közlekedés

### Nappali buszjáratok
| Jelzés | Végállomások                                                                        |
| ------ | ----------------------------------------------------------------------------------- |
| 36     | Csepel, Csillagtelep – Pestszentlőrinc vasútállomás                                 |
| 54     | Boráros tér H – Pestszentimre, Ültetvény utca (– Víztorony tér)                     |
| 55     | Boráros tér H – Gyál, Vecsési út                                                    |
| 84E    | Határ út M – Gyál, Deák Ferenc utca                                                 |
| 89E    | Határ út M – Gyál, Bem József utca                                                  |
| 93     | Kőbánya-Kispest M – Szemeretelep vasútállomás                                       |
| 93A    | Kőbánya-Kispest M – Pestszentlőrinc, Fedezék utca                                   |
| 94E    | Határ út M – Gyál, Vecsési út                                                       |
| 95     | Puskás Ferenc Stadion M – Felsőcsatári köz                                          |
| 98     | Kőbánya-Kispest M – Rákoscsaba vasútállomás                                         |
| 98E    | Kőbánya-Kispest M – Rákoshegy vasútállomás                                          |
| 132E   | Kőbánya-Kispest M – Fiatalság utca                                                  |
| 136    | Kőbánya-Kispest M – Fiatalság utca                                                  |
| 142E   | Határ út M – Kele utca                                                              |
| 166    | Gubacsi út / Határ út – Ferihegy vasútállomás                                       |
| 182    | Kőbánya-Kispest M – Alacskai úti lakótelep                                          |
| 182A   | Kőbánya-Kispest M – Varjú utca                                                      |
| 183    | Pestszentlőrinc, Szarvas csárda tér – Szemeretelep vasútállomás                     |
| 184    | Kőbánya-Kispest M – Pestszentimre, Benjámin utca                                    |
| 193E   | Kőbánya-Kispest M – Ganztelep, Mednyánszky utca (– Vecsés, Market Central Ferihegy) |
| 194    | Határ út M – Tövishát utca                                                          |
| 194B   | Határ út M – Kele utca                                                              |
| 198    | Dél-pesti autóbuszgarázs – Rákoscsaba-Újtelep, Tóalmás utca                         |
| 200E   | (Határ út M –) Kőbánya-Kispest M – Liszt Ferenc Airport 2                           |
| 217    | Kőbánya alsó vasútállomás – Pestszentlőrinc, Szarvas csárda tér                     |
| 217E   | Blaha Lujza tér M – Pestszentlőrinc, Szarvas csárda tér                             |
| 236    | Vecsés, Market Central Ferihegy – Havanna lakótelep                                 |
| 236A   | Ganztelep, Mednyánszky utca – Havanna lakótelep                                     |
| 254E   | Népliget M – Alacskai úti lakótelep                                                 |
| 255E   | Boráros tér H – Alacskai úti lakótelep                                              |
| 266    | Pestszentimre vasútállomás – Ganztelep, Mednyánszky utca                            |
| 282E   | Kőbánya-Kispest M – Alacskai úti lakótelep                                          |
| 284E   | Kőbánya-Kispest M – Pestszentimre, Benjámin utca                                    |
| 294E   | Határ út M – Gyál, Vecsési út                                                       |

### Éjszakai buszjáratok
| Jelzés | Végállomások                                                |
| ------ | ----------------------------------------------------------- |
| 914    | Dél-pesti autóbuszgarázs – Káposztásmegyer, Mogyoródi-patak |
| 950    | Pestszentimre vasútállomás – Rákospalota, Kossuth utca      |
| 950A   | Pestszentimre vasútállomás → Rákospalota, Kossuth utca      |
| 980    | Dél-pesti autóbuszgarázs – Rákoskeresztúr, városközpont     |
| 994    | Dél-pesti autóbuszgarázs – Gyál, Vecsési út                 |
| 994B   | Dél-pesti autóbuszgarázs → Gyál, Ady Endre utca             |
| 999    | Dél-pesti autóbuszgarázs – Határ út M                       |

### Villamosjárat
| Jelzés | Végállomások          |
| ------ | --------------------- |
| 50     | Határ út M – Béke tér |

#### Tervek
Tervben van a 42-es villamos meghosszabbítása a Havannatelepen keresztül a Gloriett-telepig. A villamos egyelőre Határ út M és Kispest, Tulipán utca között közlekedik.

## Oktatás

### Bölcsődék
| Név                                               | Cím                                  |
| ------------------------------------------------- | ------------------------------------ |
| Bababirodalom Bölcsőde és Szolgáltató Központ     | 1188 Budapest, Bükk u. 6.            |
| Bambi Bölcsőde                                    | 1182 Budapest, Halomi u. 113/b       |
| Csibekas Bölcsőde                                 | 1184 Budapest, Kézműves u. 16.       |
| Csiga-Biga Bölcsőde                               | 1185 Budapest, Fülek u. 2.           |
| Erdei Kuckó Bölcsőde                              | 1186 Budapest, Tövishát u. 4.        |
| Fecskefészek Bölcsőde és Korai Fejlesztői Részleg | 1181 Budapest, Vándor Sándor u. 7.   |
| Hétszínvirág Bölcsőde                             | 1184 Budapest, Építő u. 3.           |
| Iciri-Piciri Bölcsőde                             | 1183 Budapest, Attila u. 11.         |
| Micimackó Bölcsőde                                | 1188 Budapest, Pázsit u. 1–3.        |
| Napsugár Bölcsőde                                 | 1181 Budapest, Kondor Béla sétány 5. |

### Óvodák
| Név                                                                             | Cím                                     |
| ------------------------------------------------------------------------------- | --------------------------------------- |
| Aprók Falva Óvoda Archiválva 2017. június 5-i dátummal a Wayback Machine-ben    | 1185 Budapest, Barcika tér 8.           |
| Bóbita Óvoda                                                                    | 1181 Budapest, Kondor Béla sétány 2.    |
| Csemete Óvoda Archiválva 2016. október 22-i dátummal a Wayback Machine-ben      | 1182 Budapest, Üllői út 681.            |
| Cseperedő Óvoda                                                                 | 1184 Budapest, Építő u. 5.              |
| Csodavilág Óvoda                                                                | 1182 Budapest, Üllői út 709.            |
| Delfin Kreatív Képességfejlesztő Magánóvoda                                     | 1188 Budapest, Zrínyi u. 41/b           |
| Dráva Óvoda                                                                     | 1182 Budapest, Dráva u. 34/b            |
| Eszterlánc Óvoda Archiválva 2017. június 5-i dátummal a Wayback Machine-ben     | 1181 Budapest, Kondor Béla sétány 3.    |
| Gymnastics Nemzetközi Sportóvoda                                                | 1182 Budapest, Gyergyó u. 16.           |
| Gyöngyszem Óvoda Archiválva 2017. június 10-i dátummal a Wayback Machine-ben    | 1188 Budapest, Vezér u. 46.             |
| Hétszínvirág Óvoda Archiválva 2017. június 26-i dátummal a Wayback Machine-ben  | 1182 Budapest, Halomi út 113/a          |
| Karate Kölyök Magánóvoda                                                        | 1183 Budapest, Korpona u. 5.            |
| Kerekerdő Óvoda Archiválva 2017. június 22-i dátummal a Wayback Machine-ben     | 1183 Budapest, Attila u. 9.             |
| Liliomkert Katolikus Óvoda                                                      | 1181 Budapest, Wlassics Gyula u. 66.    |
| Micimackó-Kuckója Magánóvoda                                                    | 1182 Budapest, Dés u. 16.               |
| Micimackó-Kuckója Magánóvoda                                                    | 1188 Budapest, Paula u. 9/b             |
| Mocorgó Óvoda                                                                   | 1181 Budapest, Szélmalom u. 29–31.      |
| Napraforgó Óvoda                                                                | 1186 Budapest, Tövishát u. 6.           |
| Napsugár Óvoda Archiválva 2017. május 27-i dátummal a Wayback Machine-ben       | 1188 Budapest, Eke u. 16.               |
| Nyitnikék Óvoda Archiválva 2017. május 22-i dátummal a Wayback Machine-ben      | 1185 Budapest, Fülek u. 4.              |
| OVI Német Nemzetiségi Alapítványi Óvoda                                         | 1188 Budapest, Zrínyi u. 44/b           |
| Pitypang Óvoda Archiválva 2017. május 31-i dátummal a Wayback Machine-ben       | 1181 Budapest, Kondor Béla sétány 12.   |
| Robogó Óvoda Archiválva 2021. július 11-i dátummal a Wayback Machine-ben        | 1181 Budapest, Kondor Béla sétány 14.   |
| Rózsa Magánóvoda Archiválva 2017. május 26-i dátummal a Wayback Machine-ben     | 1182 Budapest, Üllői út 667.            |
| Szivárvány Óvoda Archiválva 2017. augusztus 13-i dátummal a Wayback Machine-ben | 1184 Budapest, Dolgozó u. 16.           |
| Sztehlo Gábor Evangélikus Óvoda                                                 | 1185 Budapest, Szent László utca u. 39. |
| Vackor Óvoda                                                                    | 1188 Budapest, Podhorszky u. 51–55.     |
| Vackor Óvoda                                                                    | 1188 Budapest, Csolt u. 4.              |
| Vackor Óvoda                                                                    | 1188 Budapest, Címer u. 47.             |
| Vándor Óvoda Archiválva 2016. július 14-i dátummal a Wayback Machine-ben        | 1181 Budapest, Vándor Sándor u. 7.      |
| Zenevár Óvoda Archiválva 2017. május 30-i dátummal a Wayback Machine-ben        | 1181 Budapest, Reviczky u. 52–56.       |
| Zöld Liget Óvoda                                                                | 1188 Budapest, Ady Endre u. 127.        |

### Alapfokú oktatási intézmények
| Név                                                                                        | Cím                                     |
| ------------------------------------------------------------------------------------------ | --------------------------------------- |
| Brassó Utcai Általános Iskola                                                              | 1182 Budapest, Brassó u. 1.             |
| Budapest XVIII. Kerületi Bókay Árpád Általános Iskola                                      | 1181 Budapest, Wlassics Gyula u. 69.    |
| Budapest XVIII. Kerületi Csontváry Kosztka Tivadar Általános Iskola                        | 1181 Budapest, Kondor Béla sétány 10.   |
| Budapest XVIII. Kerületi Eötvös Loránd Általános Iskola                                    | 1184 Budapest, Lakatos út 30.           |
| Budapest XVIII. Kerületi Kondor Béla Általános Iskola                                      | 1181 Budapest, Kondor Béla sétány 7.    |
| Budapest XVIII. Kerületi Táncsics Német Nemzetiségi Általános Iskola                       | 1188 Budapest, Táncsics Mihály u. 53.   |
| Budapest XVIII. Kerületi Vörösmarty Mihály Ének-zenei Nyelvi Általános Iskola és Gimnázium | 1181 Budapest, Vörösmarty Mihály u. 64. |
| Darus Utcai Általános és Magyar-német Két Tannyelvű Iskola                                 | 1181 Budapest, Darus u. 3.              |
| Gloriett Sportiskolai Általános Iskola                                                     | 1186 Budapest, Tövishát u. 8.           |
| Gulner Gyula Általános Iskola Archiválva 2017. május 25-i dátummal a Wayback Machine-ben   | 1183 Budapest, Gulner u. 2.             |
| Kandó Téri Általános Iskola                                                                | 1182 Budapest, Kandó tér 1.             |
| Kapocs Általános és Magyar–angol Két Tannyelvű Iskola                                      | 1188 Budapest, Kapocs u. 56.            |
| Kassa utcai Általános Iskola Archiválva 2017. május 28-i dátummal a Wayback Machine-ben    | 1185 Budapest, Kassa u. 175–181.        |
| Kastélydombi Általános Iskola                                                              | 1188 Budapest, Nemes u. 56–60.          |
| Pestszentimrei Ady Endre Általános Iskola                                                  | 1188 Budapest, Ady Endre u. 46–50.      |
| Pestszentlőrinci Német Nemzetiségi Általános Iskola (Piros Iskola)                         | 1184 Budapest, Üllői út 380–382.        |
| Szenczi Molnár Albert Református Általános Iskola                                          | 1188 Budapest, Nagykőrösi út 55–57.     |
| Szent Lőrinc Katolikus Általános Iskola                                                    | 1183 Budapest, Gyöngyvirág u. 41.       |
| Sztehlo Gábor Evangélikus Általános Iskola                                                 | 1185 Budapest, Bajcsy-Zsilinszky u. 74. |
| Vajk-sziget Általános Iskola                                                               | 1183 Budapest, Vajk u. 16–20.           |
| Wesley Kincsei Általános Iskola                                                            | 1188 Budapest, Podhorszky u. 51–55.     |

### Középfokú oktatási intézmények
| Név                                                                          | Cím                    |
| ---------------------------------------------------------------------------- | ---------------------- |
| Sztehlo Gábor Evangélikus Óvoda, Általános Iskola és Gimnázium               | 1183 Kossuth tér 2.    |
| Karinthy Frigyes Gimnázium                                                   | 1183 Thököly út 7.     |
| Pestszentlőrinci Közgazdasági és Informatikai Középiskola                    | 1181 Hengersor u. 34.  |
| Pestszentlőrinc-pestszentimrei Felnőttek Gimnáziuma és Továbbképző Központja | 1183 Kossuth tér 2.    |
| Pogány Frigyes Kéttannyelvű Építőipari Szakközépiskola és Gimnázium          | 1183 Thököly út 11.    |
| Vörösmarty Mihály Ének-zenei Nyelvi Általános Iskola és Gimnázium            | 1181 Vörösmarty u. 64. |

### Felsőfokú oktatási intézmények
| Név                         | Cím                 |
| --------------------------- | ------------------- |
| Pünkösdi Teológiai Főiskola | 1183 Gyömrői út 89. |

## Egészségügy
- Béke téri Egészségügyi Szolgáltató Kft. 1993-ban nyílt meg. Címe: 1182 Budapest, Üllői út 761.[23]
- Pintér Kálmán Szakrendelő 2009-ben nyílt meg. Címe:1188 Budapest, Nemes 18-20.[24]
- Pszichiátria és alkohol gondozó, Háziorvosi Egészségügyi szolgálat. Címe:1181 Budapest, Vándor Sándor utca 1., Darus utca.
- Zsebők Zoltán Szakrendelő (köznapi nevén: a lőrinci SZTK) 1984-ben nyílt meg. Címe:1183 Budapest, Thököly út 3.[25]

## Kultúra
- Művészetoktatás: Dohnányi Ernő Zeneiskola (1183 Bp., Gyöngyvirág utca 7-9.)
- XVIII. kerületi Pedagógiai és Helytörténeti Gyűjtemény (1181 Bp., Kondor Béla sétány. 10.)
- TÉBLÁB Alapfokú Művészeti Iskola (1181. Bp., Szélmalom utca 33.)
- Rózsa Művelődési Ház (1181 Bp., Városház utca 1-3.)
- Kondor Béla Közösségi Ház (1181 Bp., Kondor Béla sétány 8.)
- Pestszentimrei Közösségi Ház  (1188 Bp., Vasút utca 48.)

## Látnivalók
- Bem József emléktáblája a Bem József utca 2. alatt. A tábla Dąbrowa Tarnowska lengyel város helyhatóságának ajándéka, 2003. szeptember 13-án leplezték le. A magyarországi lengyelek fontos emléke, illetve emlékhelye.[26]
- Budapest Liszt Ferenc nemzetközi repülőtér, korábbi nevén Budapest Ferihegy nemzetközi repülőtér Magyarország legnagyobb reptere.
- Mária Szeplőtelen Szíve Templom, Pestszentlőrinci Főplébánia három tornyos, kereszttel együtt 36 méter magas. Az építés költsége a tervezett 100 millió korona helyett 1,4 milliárd korona volt.
- Új Tündérkert Étterem, ami régen Hofherr Albert királyi tanácsos villája volt, valószínűleg az 1890-es években épült.
- Cargo-domb. Az egyik legalkalmasabb hely, hogy a reptéren a fel- és leszálló gépeket lefotózzuk.
- Pestszentlőrinci vasútállomás volt a kerület első vasútállomása, ezt 1997 egy emléktábla hirdeti az állomáson.
- Szentséges Szűz Mária és Mihály arkangyal kopt ortodox templom, Magyarország első kopt temploma. A templomot 2011-ben III. Senuda, a kopt pápa szentelte fel az egyház püspökeivel együtt. A felszentelésen több száz hívő volt jelen Európa minden tájáról.
- Hargita téri '56-os emlékmű az 1956-os hősöknek az emlékére épült. A műalkotás egy hatalmas kockát ábrázol, ami több pici bazalt kockából épül fel, amik egykor a kerület utcáit borították. A pici kockákon egy-egy '56-os hős neve szerepel, valamint a kockákból kiolvasható az 1956-os évszám is.
- Az Energia – Villám szobor a kerületi hőerőműnél található, a portától kb. 20 méterre. A műalkotás egy lányt ábrázol aki jobb kezében az energia szimbólumaként villámokat tart.
- Pingvinek szobra a Lakatos-lakótelepen található a Piros Iskola mellett. A szobor pingvin mamát és öt fiókáját ábrázolja.
- Artashes örmény király mellszobra az Artasat téren (korábbi nevén Uzsok tér) található. A XVIII. kerületi Örmény Nemzetiségi Önkormányzat kezdeményezésére jött létre a szobor, amit egy örmény szobrász készített Örményországból származó bazaltból. A szobor mellett található az Örmény-magyar katonai emlékmű is. 2017. március elsején a téren elhelyeztek még egy emlékművet, amin az Örményországban hadifogságban elhunyt magyar katonák neve olvasható. Továbbá a Kiss Ernő utcában az aradi vértanúk kivégzésének 150. évfordulója tiszteletére elhelyeztek egy emléktáblát Kiss Ernőről, aki egy örmény származású altábornagy volt.

### Múzeumok
- Aeropark
- Tomory Lajos Múzeum

Látnivalók a XVIII. kerületben
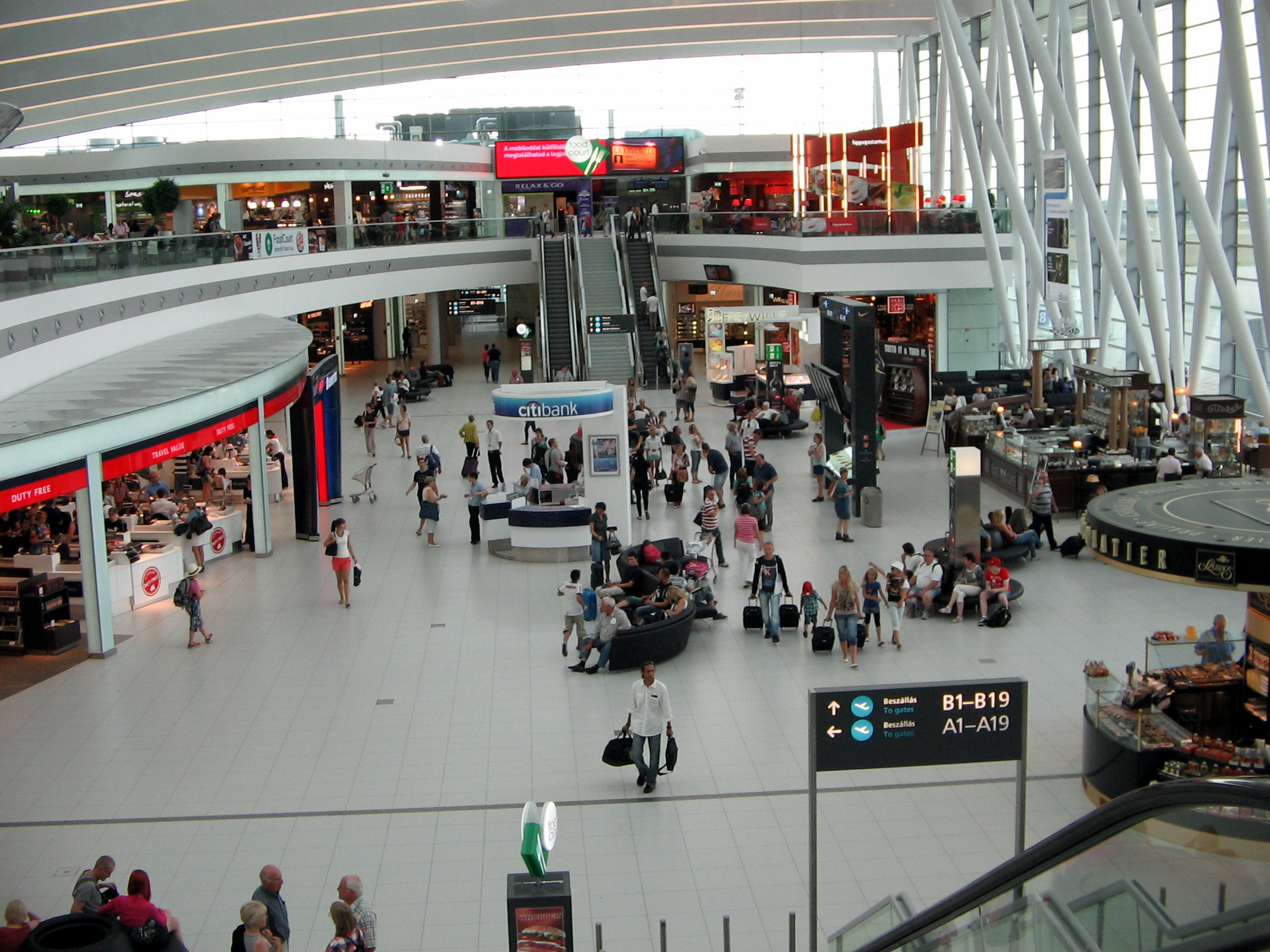
Liszt Ferenc Repülőtér
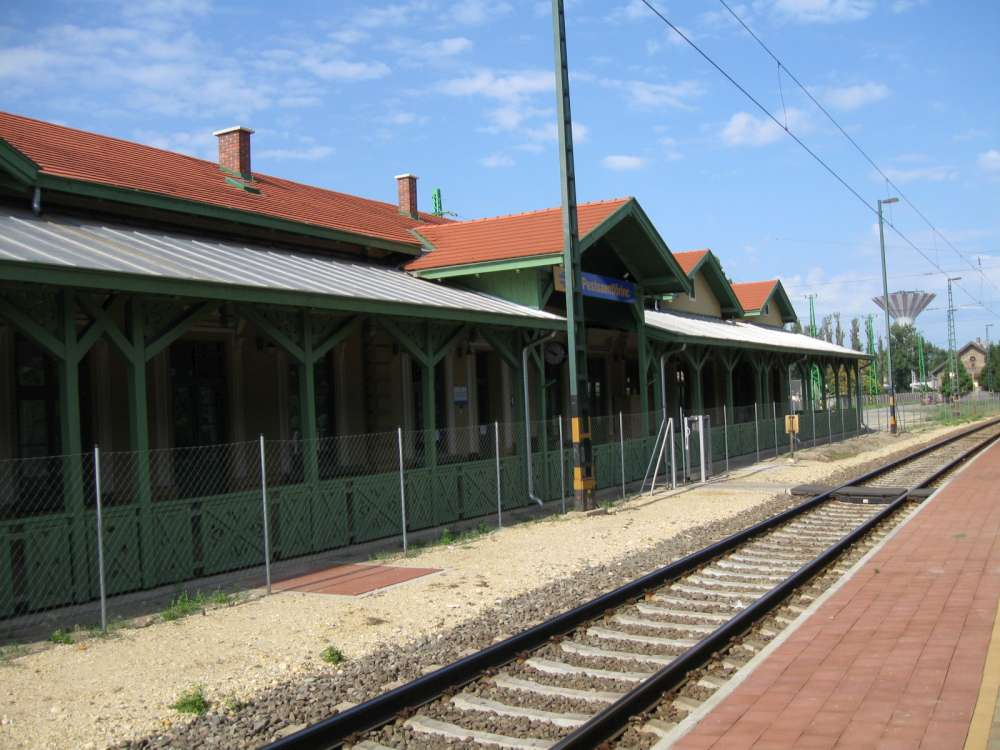
Pestszentlőrinc vasútállomás
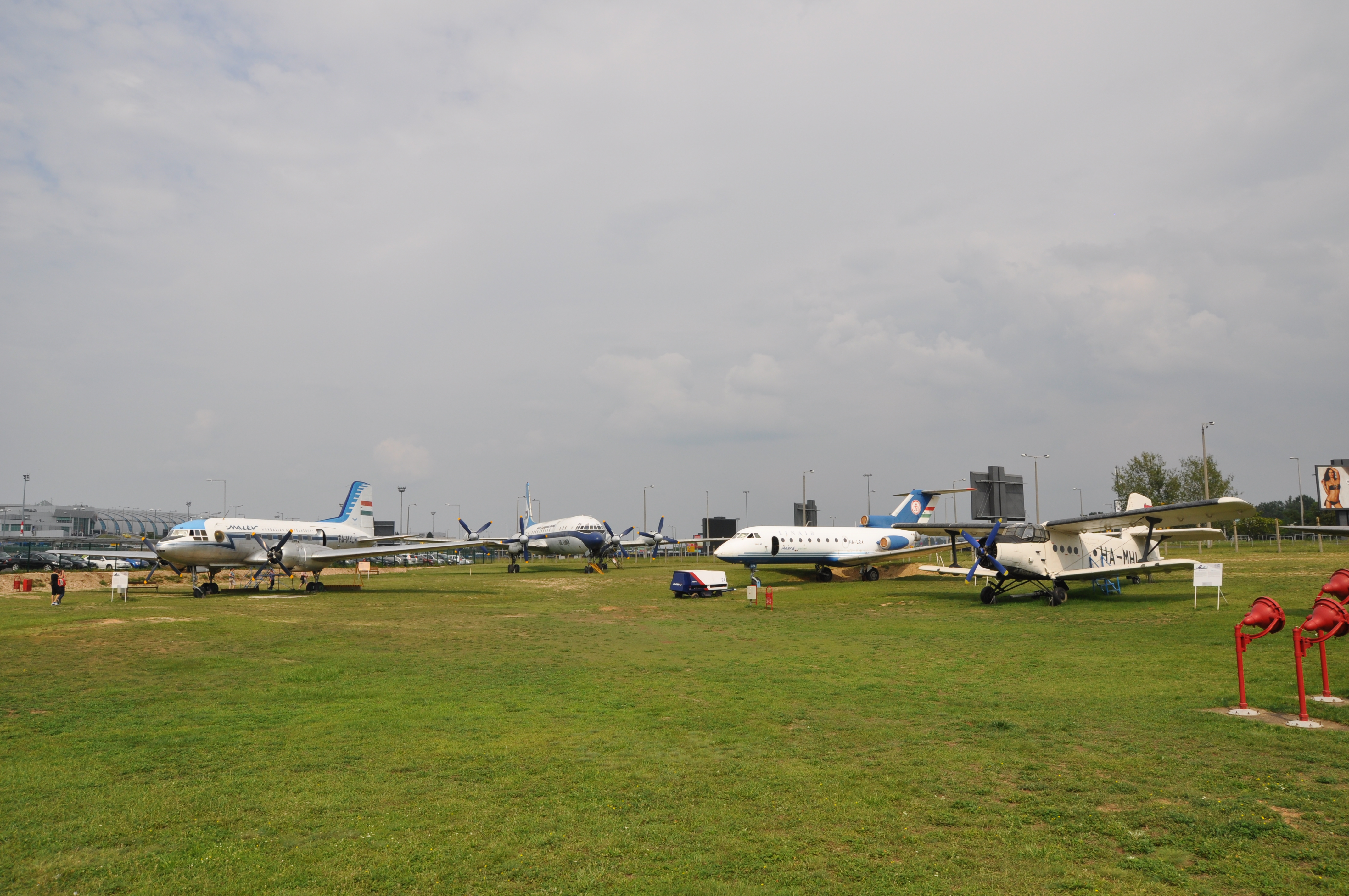
Aeropark

## Sport

### Sportcentrumok
| Név                         | Cím                                 | Sport lehetőségek                                                    |
| --------------------------- | ----------------------------------- | -------------------------------------------------------------------- |
| Vilmos Endre Sportcentrum   | 1185 Budapest, Nagybecskerek u. 32. | sportcsarnok, sportpálya, uszoda, lőtér                              |
| Pestszentimrei Sportkastély | 1188 Budapest, Kisfaludy u. 33/c    | sportcsarnok, sportpálya                                             |
| Fővárosi Rendezvénypark     | 1183 Budapest, Szent László u. 2.   | autóversenypálya                                                     |
| Bókay-kert                  | 1181 Budapest, Szélmalom u. 33.     | sportpálya, uszoda, strand, kalandpálya, cross pálya, sípálya, lőtér |
| Lőrinci Sportcsarnok        | 1181 Budapest, Thököly út 5.        | sportcsarnok, sportpálya                                             |

## Városrészek
A Fővárosi Közgyűlés 2012. december 12-én kelt városrészeket rendező határozatában részben módosította a kerület városrészi felosztását. Létrejött Pestszentimre, az Alacskai úti lakótelep pedig felvette Krepuska Géza nevét.
| #  | név                    | népesség (fő) (2022) | lakások száma (db) |
| -- | ---------------------- | -------------------- | ------------------ |
| 1  | Krepuska Géza-telep    | 3071                 | 1660               |
| 2  | Almáskert              | 1264                 | 445                |
| 3  | Bélatelep              | 1348                 | 507                |
| 4  | Belsőmajor             | 2594                 | 945                |
| 5  | Bókaytelep             | 5113                 | 2224               |
| 6  | Erdőskert              | 2207                 | 821                |
| 7  | Erzsébettelep          | 4335                 | 1751               |
| 8  | Ferihegy               | 847                  | 347                |
| 9  | Ganzkertváros          | 3375                 | 1287               |
| 10 | Ganztelep              | 3812                 | 1533               |
| 11 | Gloriett-telep         | 6672                 | 3287               |
| 12 | Halmierdő              | 84                   | 38                 |
| 13 | Havannatelep           | 13357                | 6566               |
| 14 | Kossuth Ferenc-telep   | 4522                 | 1705               |
| 15 | Lakatos-lakótelep      | 5370                 | 3549               |
| 16 | Liptáktelep            | 3666                 | 1731               |
| 17 | Lónyaytelep            | 2319                 | 966                |
| 18 | Miklóstelep            | 5152                 | 2628               |
| 19 | Rendessytelep          | 1617                 | 835                |
| 20 | Szemeretelep           | 7455                 | 3087               |
| 21 | Szent Imre-kertváros   | 7031                 | 3337               |
| 22 | Szent Lőrinc-lakótelep | 3504                 | 2240               |
| 23 | Újpéteritelep          | 10685                | 4186               |

## Testvérvárosai
- Dąbrowa Tarnowska, Lengyelország
- Körösfő, Románia
- Tusnádfürdő, Románia
- Roding, Németország
- San Nicola la Strada, Olaszország
- Artasat, Örményország
- Nin (település), Horvátország
- Neszebar, Bulgária
- Obzor, Bulgária

## Képek a kerületről

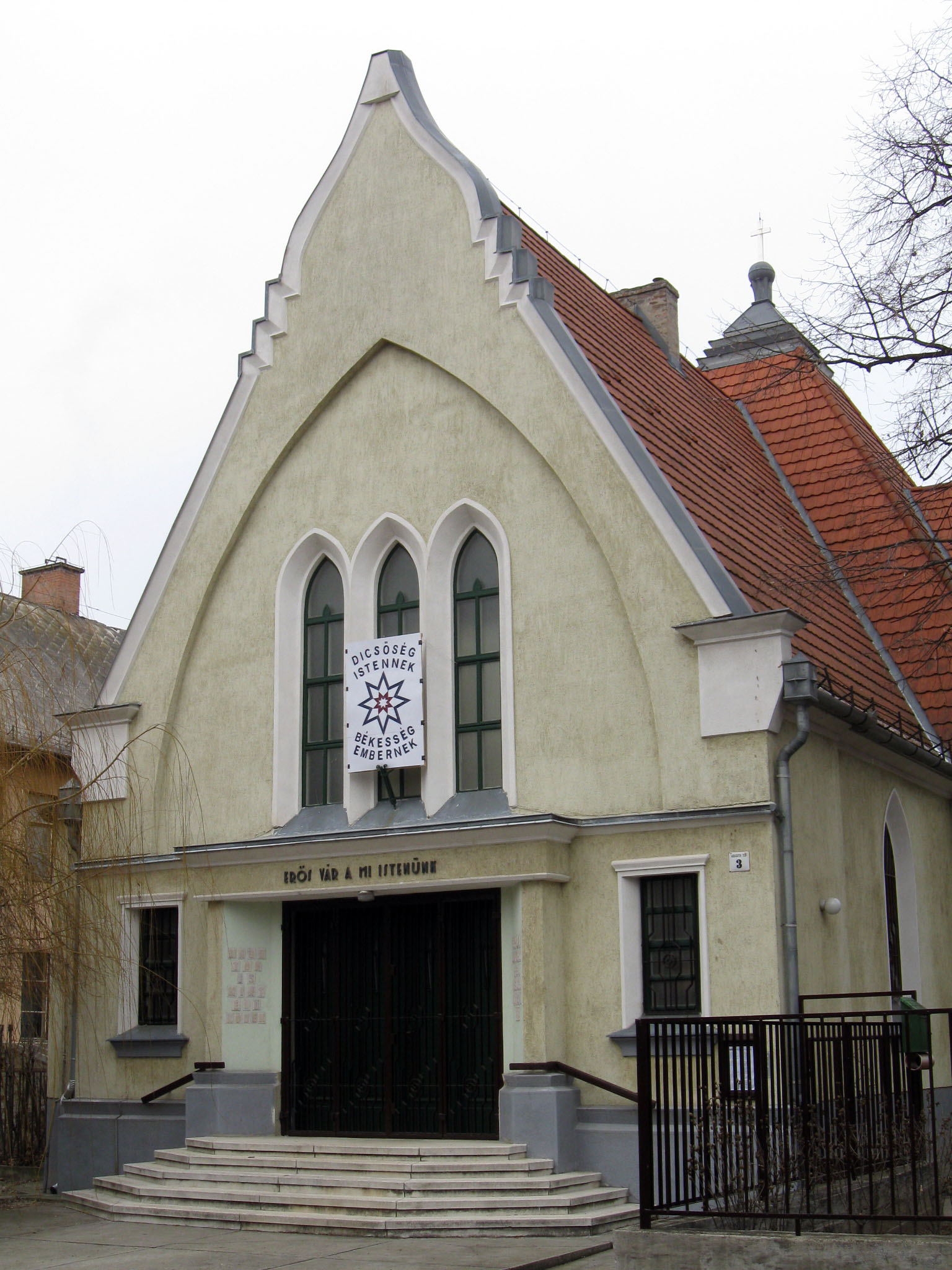
Evangélikus templom, Kossuth tér 3.
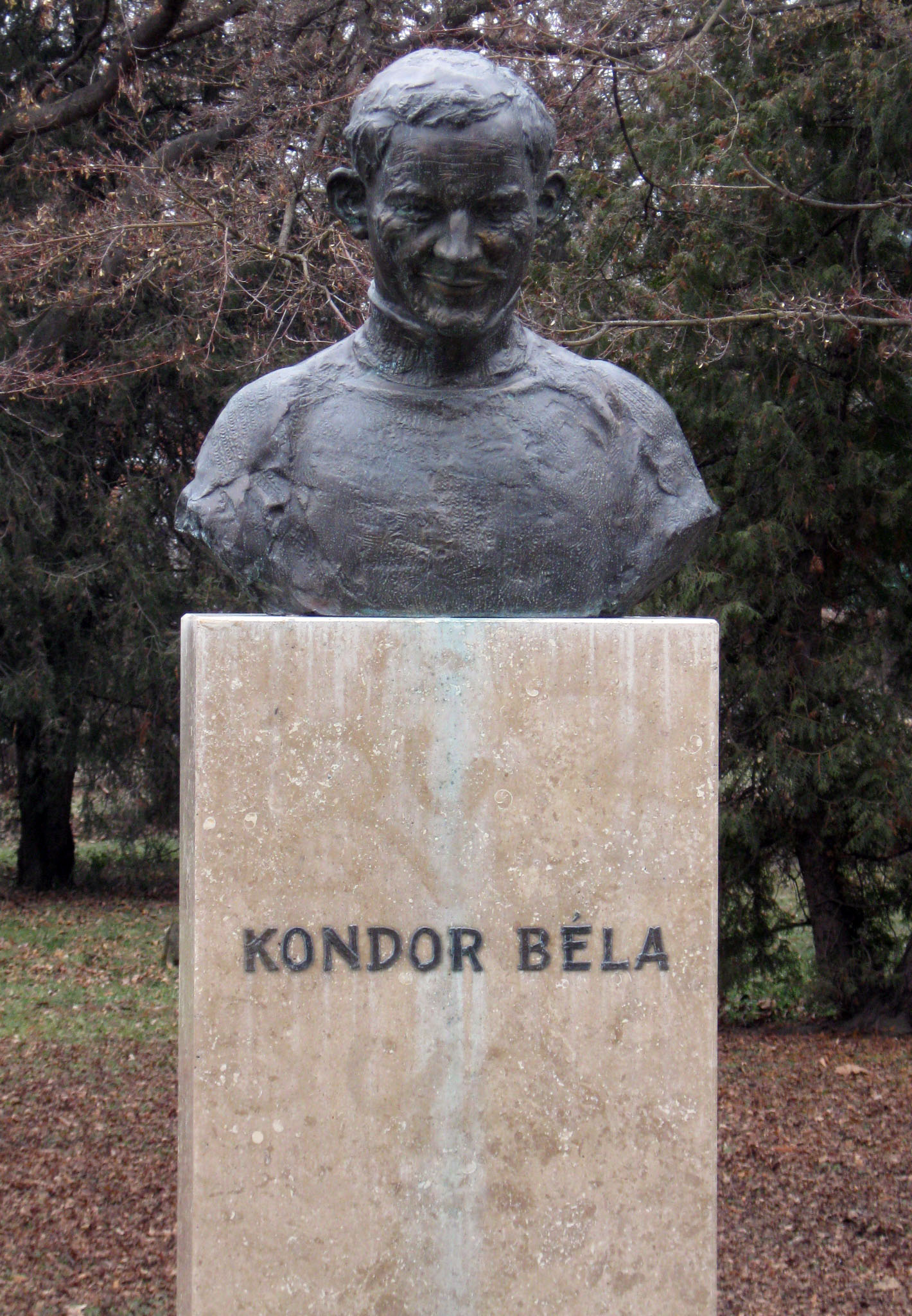
Kondor Béla mellszobra, Zsin Judit alkotása - Kossuth tér
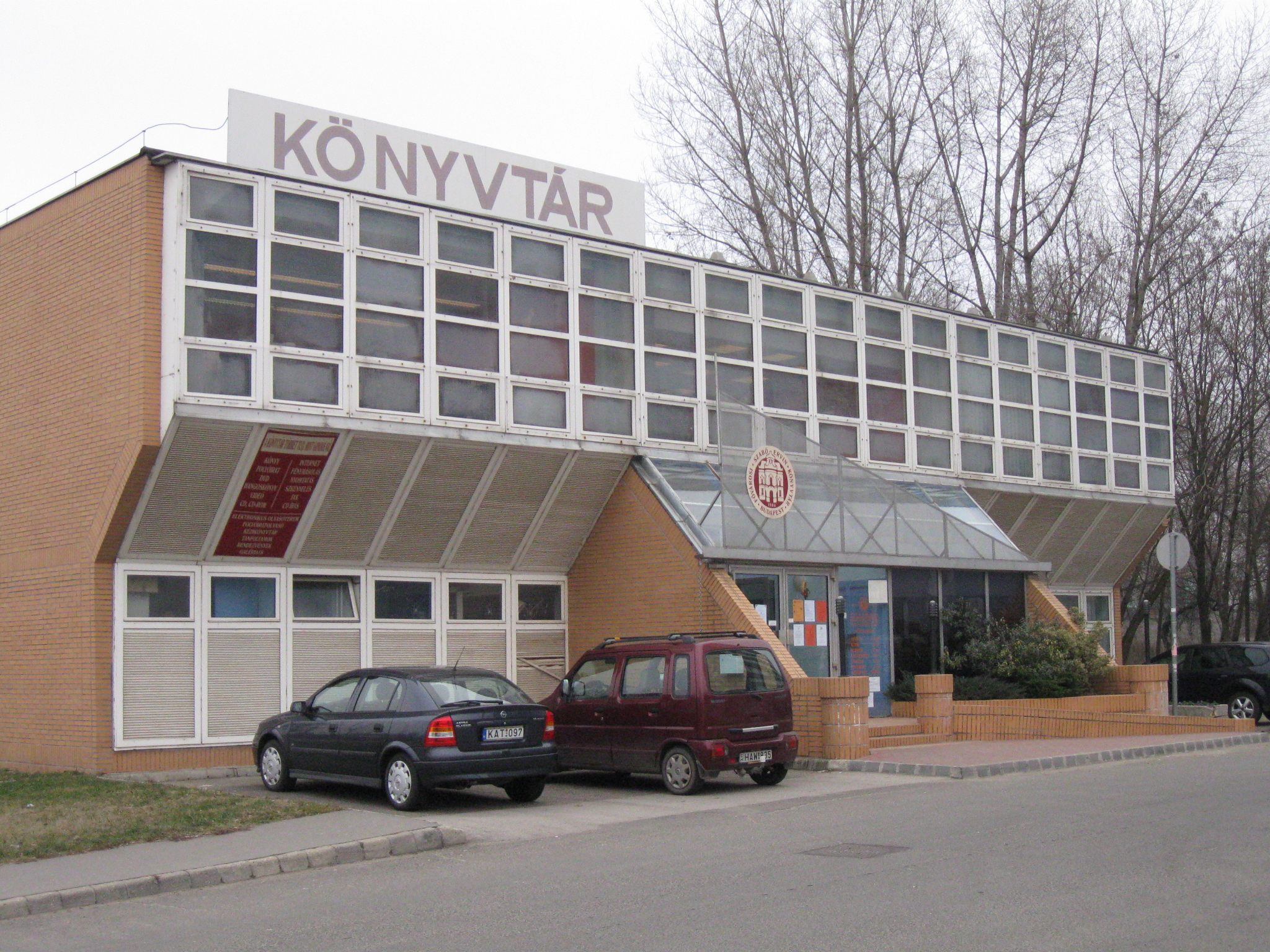
Lőrinci Nagykönyvtár, a Fővárosi Szabó Ervin Könyvtár fiókkönyvtára – Thököly út 5.
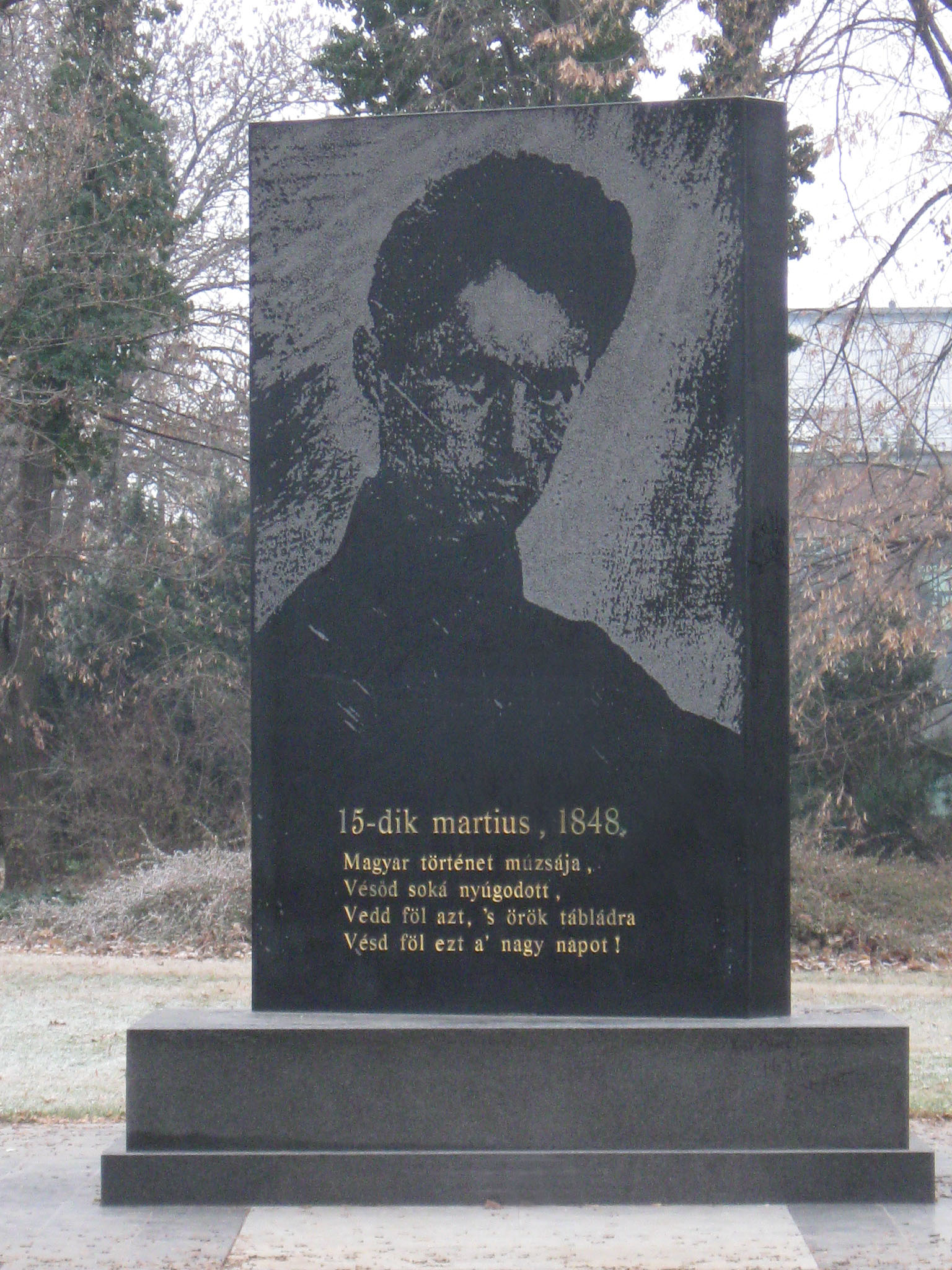
Petőfi Sándor szobor - Kossuth tér
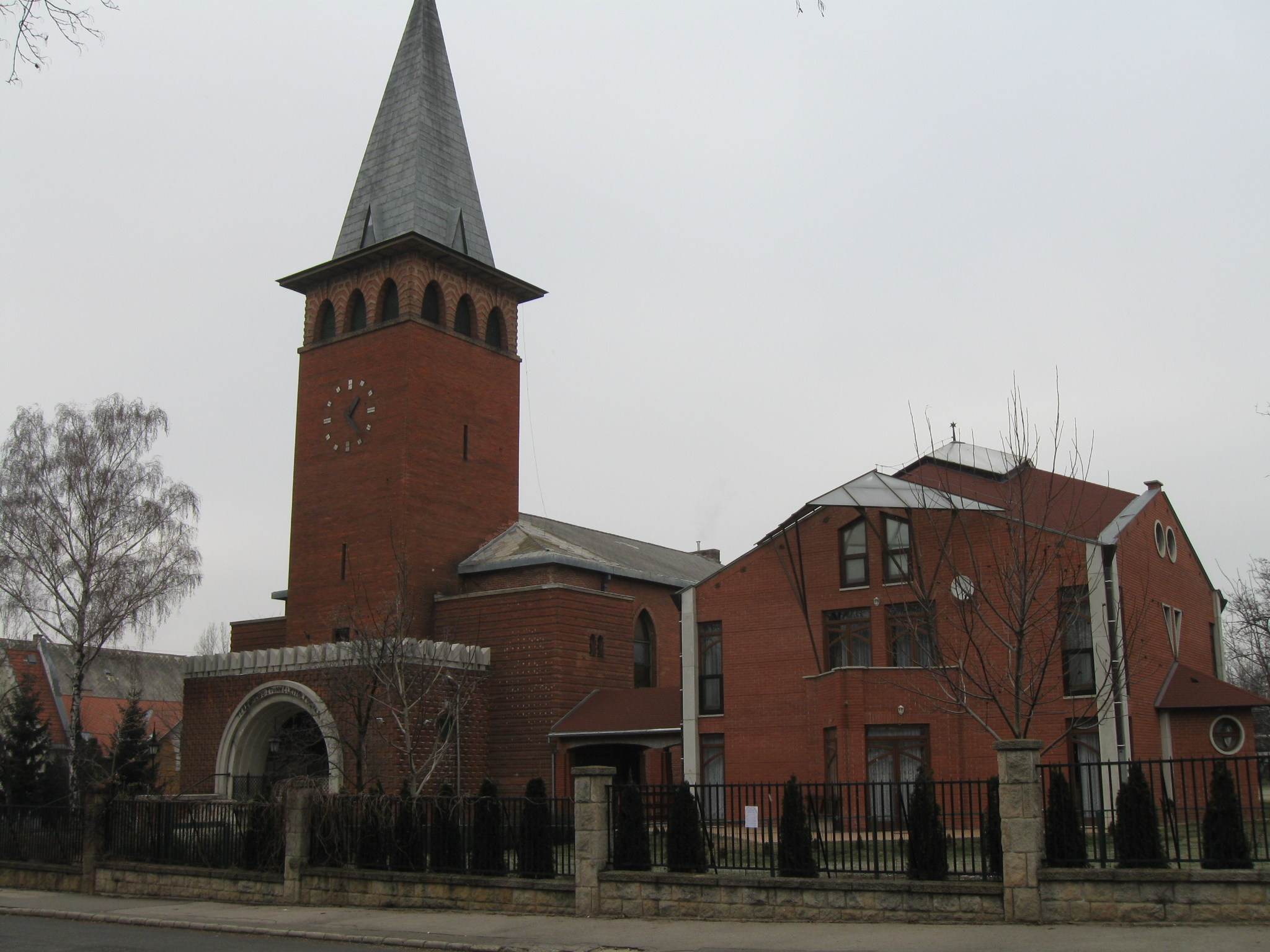
Református templom - Kossuth tér 5.
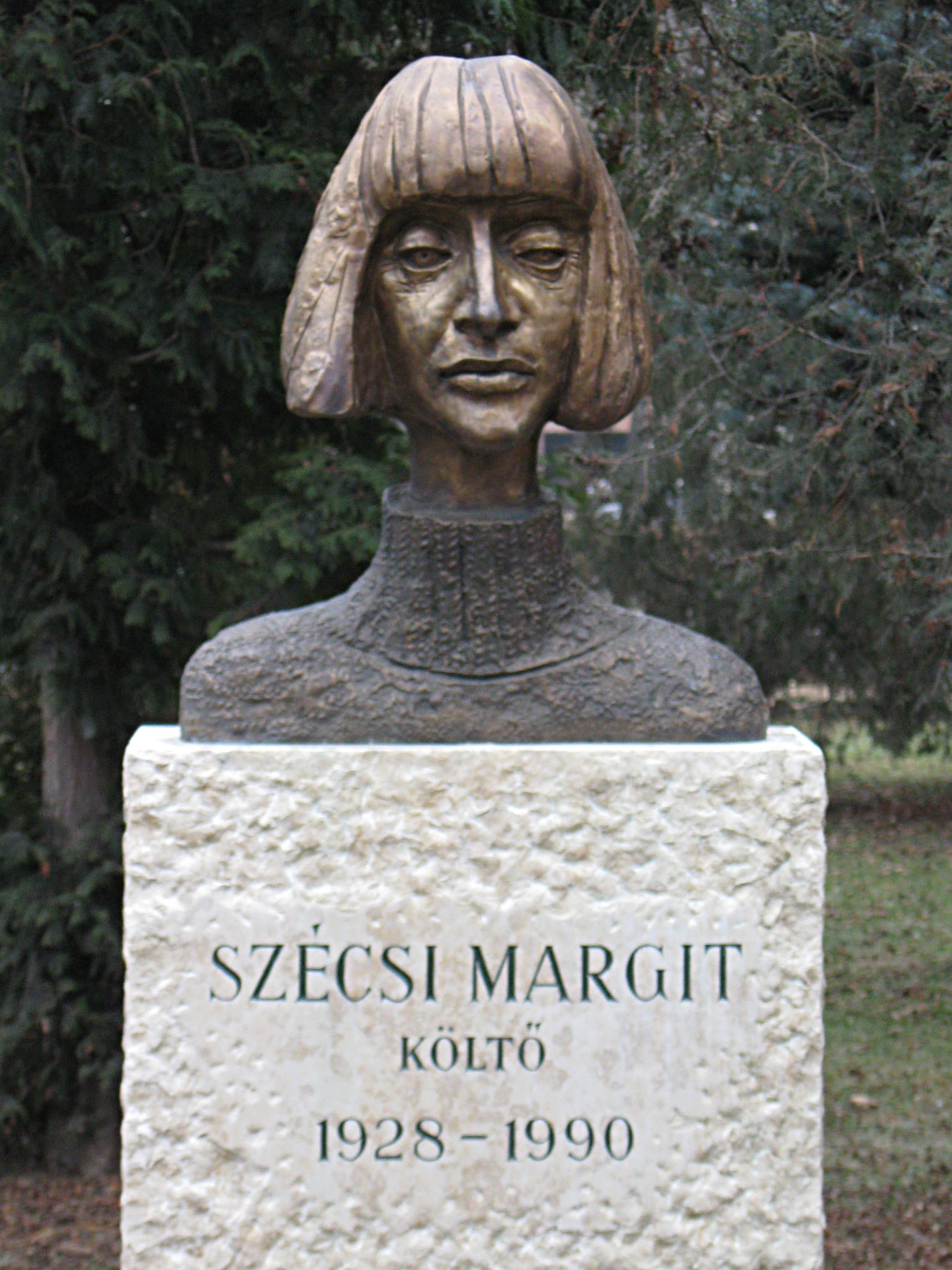
Szécsi Margit mellszobra, Kő Pál alkotása – Kossuth tér
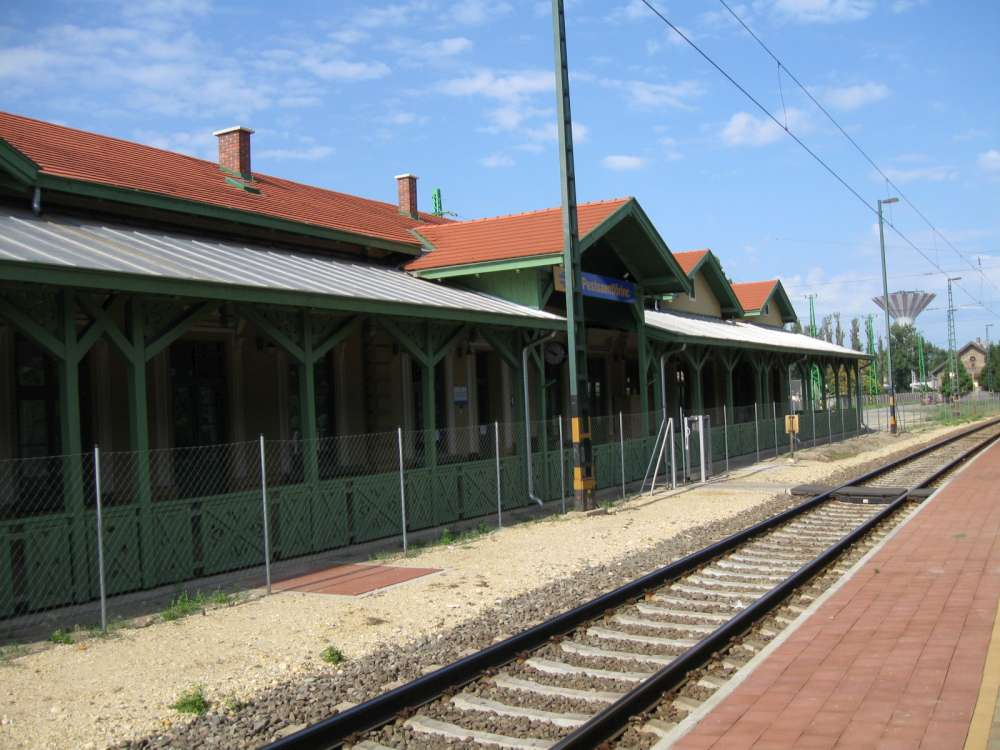
Pestszentlőrinci vasútállomás (háttérben a Lakatos utcai víztorony)
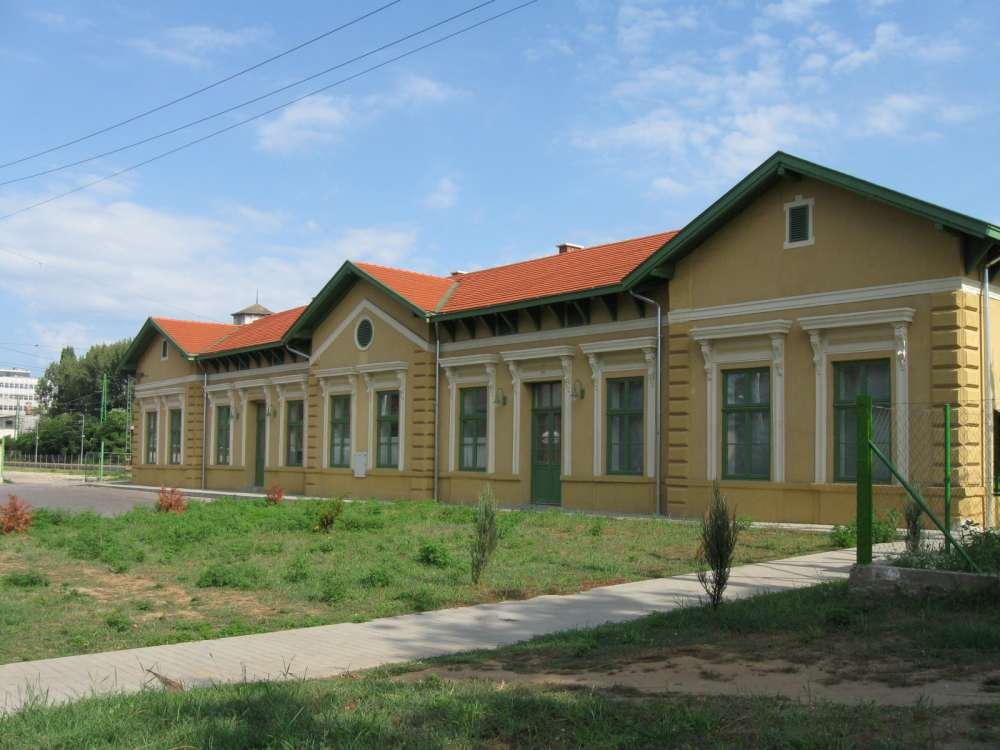
Pestszentlőrinci vasútállomás, utcai front
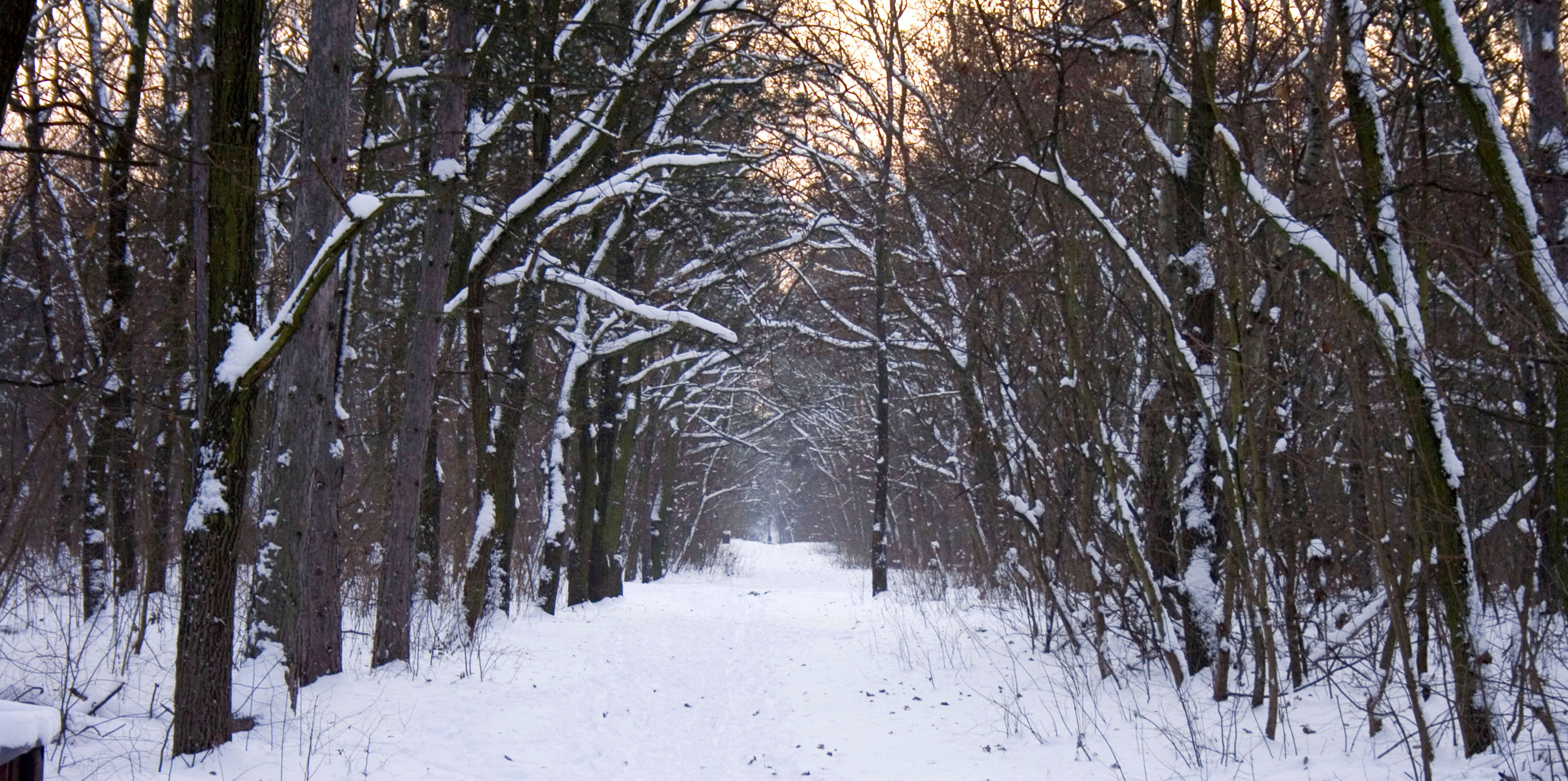
A Péterhalmi erdő télen
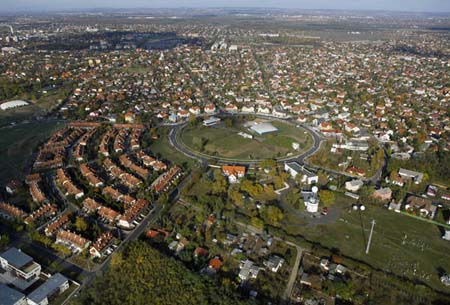
A Gilice tér
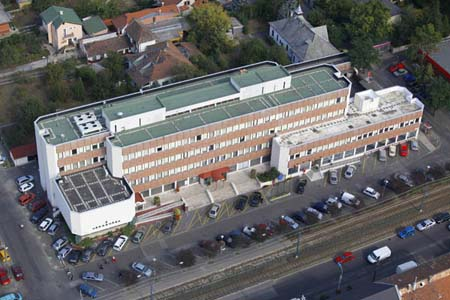
Az önkormányzat légifotója
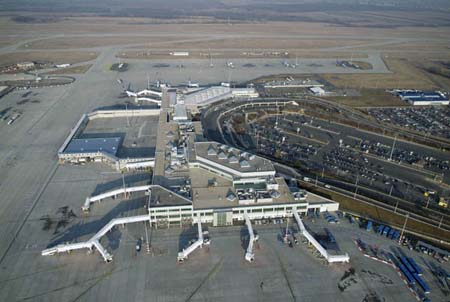
A Liszt Ferenc Repülőtér
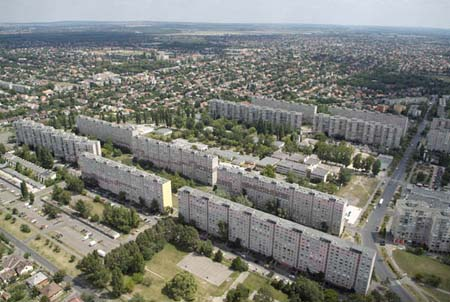
A Havanna lakótelep
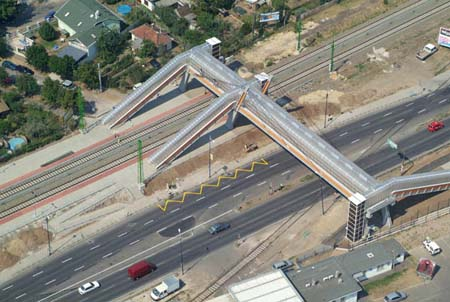
Átjáró a Ferihegyi út fölött, a ferihegyi vasútállomásnál
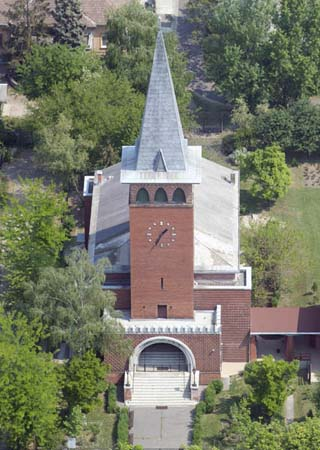
A református templom légifotója
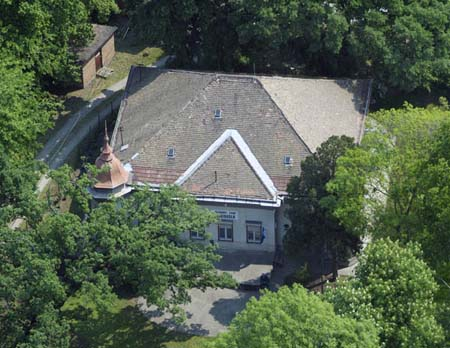
A zeneiskola madártávlatból